# Matt Braly
Matthew Benjakarn Braly (Sacramento, 8 de noviembre de 1988) es un director, dibujante,  escritor y guionista gráfico estadounidense. Es el creador de la serie de Disney Channel Amphibia. También fue director en Gravity Falls y Big City Greens.

## Carrera
Tras graduarse en el Instituto de las Artes de California, Braly comenzó su carrera en animación trabajando en DreamWorks Animation, donde fue guionista gráfico en la película Turbo.
Mientras trabaja en Turbo, Braly y otros trabajadores de DreamWorks visitaron a Alex Hirsch, quien se encontraba trabajando en Gravity Falls para Disney Television Animation. A pesar de que Hirsch también estudió en el Instituto de las Artes de California, él y Braly nunca estudiaron juntos, pero Braly lo conocía por sus películas de estudiante, las cuáles eran de su agrado. En dicha visita, Hirsch le presentó Gravity Falls a Braly.
Fascinado por el concepto y la intención de Hirsch de serializar el programa, Braly hizo una prueba para trabajar en el programa, tras lo cual fue contratado, siendo guionista gráfico y director de la serie. Braly reconoce a Hirsch como la persona que más le enseñó sobre la narración de historias, el desarrollo de personajes y mundos, a su vez que fue su principal inspiración para crear su propio programa. La serie fue estrenada el 15 de junio de 2012 y finalizó el 15 de febrero de 2016 recibiendo elogios de la crítica.
En 2016, Braly ganó un premio Annie por su dirección en el episodio de Gravity Falls «El misterio de la Mansión Noroeste». También fue un animador clave en el episodio «Él no es lo que parece».
Tras ser director en Big City Greens, Braly desarrolló Amphibia para Disney. El programa trata las aventuras de una adolescente tailandesa-estadounidense llamada Anne Boonchuy en el mundo titular poblado de ranas. La serie está basada en los viajes que Braly realizó a Bangkok, Tailandia durante su infancia, donde sentía que no encajaba pero al final no quería irse. También tuvo influencia de videojuegos como The Legend of Zelda y Chrono Trigger. Braly, quien es tailandés-estadounidense, tomó la decisión de hacer el personaje principal tailandés-estadounidense debido a la falta de personajes tailandeses en las series que él miraba de niño.
La serie se estrenó el 11 de julio de 2019, y finalizó con su tercera temporada el 14 de mayo de 2022.

## Vida personal
Cuando era niño, Braly solía ver películas como Mortal Kombat debido a que estaban filmadas en Tailandia. Su madre ha proporcionado líneas en tailandés para Amphibia.

## Filmografía

### Televisión
| Año     | Título                                         | Productor | Guionista | Storyboard | Director | Actor | Otro | Rol                                                        | Notas |
| ------- | ---------------------------------------------- | --------- | --------- | ---------- | -------- | ----- | ---- | ---------------------------------------------------------- | --- |
| 2012-16 | Gravity Falls                                  | No        | No        | Sí         | Sí       | No    | Sí   |                                                            | 8 episodios Animador clave                                                                               |
| 2014    | Steven Universe                                | No        | Sí        | Sí         | No       | No    | No   |                                                            | Episodio: "Lars y los Chicos Geniales"                                                                   |
| 2017    | Billy Dilley's Super-Duper Subterranean Summer | No        | No        | Sí         | No       | No    | No   |                                                            | Revisión del guion gráfico Episodio: "Amigos de Laboratorio... ¿Para Siempre?" y "Sobreviviendo a Billy" |
| 2017    | Patoaventuras                                  | No        | No        | No         | No       | No    | Sí   |                                                            | Diseño adicionales de personajes Episodio: "Woo-oo!"                                                     |
| 2018    | Big City Greens                                | No        | Sí        | Sí         | Sí       | No    | No   |                                                            | 7 episodios Episodio: "Bear Trapped"                                                                     |
| 2019–22 | Amphibia                                       | Sí        | Sí        | Sí         | No       | Sí    | No   | Chuck Portero de Newtopia The Seamstress Voces adicionales | Creador y productor ejecutivo                                                                            |

### Cine
| Año  | Título                         | Storyboard | Otro | Rol | Notas                    |
| ---- | ------------------------------ | ---------- | ---- | --- | ------------------------ |
| 2012 | Adam and Dog                   | No         | Sí   |     | Animador asistente Corto |
| 2013 | Turbo                          | Sí         | No   |     |                          |
| 2021 | The Mitchells vs. the Machines | Sí         | No   |     | Sin acreditar            |

### Nominaciones y premios
| Año  | Premio              | Categoría                                      | Nominado      | Resultado | Ref   |
| ---- | ------------------- | ---------------------------------------------- | ------------- | --------- | ----- |
| 2016 | XLIII Premios Annie | Mejor Dirección (En una producción Televisiva) | Gravity Falls | Sí        | [ 4 ] |